# Тревельян, Хэмфри
Хэмфри Тревельян, барон Тревельян (англ. Humphrey Trevelyan, Baron Trevelyan; 27.11.1905 — 09.02.1985) — британский дипломат.
Учился в колледжах Lancing и Jesus Кембриджа.
Затем служащий Индийской гражданской службы (Indian Civil Service), где находился до получения Индией независимости в 1947 году. Затем на дипломатической службе.
В 1953—1955 годах временный поверенный в делах Великобритании в КНР.
В 1955—1956 годах посол Великобритании в Египте.
В 1958—1961 годах посол Великобритании в Ираке.
В 1962—1965 годах посол Великобритании в СССР.
С 22 мая по 30 ноября 1967 года верховный комиссар Великобритании в Адене (Южный Йемен), ставший последним.
В 1968 году он стал членом Палате лордов, будучи возведённым в пожизненные пэры с титулом барона Тревельяна, от Санкт-Вип в графстве Корнуолл.

## Награды
- Кавалер ордена Подвязки (950-й, 23.04.1974)
- Рыцарь Великого Креста ордена Святого Михаила и Святого Георгия
- Компаньон ордена Индийской империи
- Офицер ордена Британской империи